# Немачки џепни бојни брод Дојчланд
Немачки ратни брод Дојчланд (касније назван Лицов -  ) био је водећи брод класе тешких крстарица које су уведене у наоружање Немачке ратне морнарице пре почетка и током Другог светског рата. Брод је у немачкој морнарици био класификован као оклопњача, али су Британци за ову класу бродова користили назив џепни бојни брод.

## Опис
Величина и карактеристике овог брода биле су у великој мери ограничене Версајским споразумом којим је Немачкој забрањена изградња ратних бродова са депласманом већим од 10.000 t. Велики број техничких иновација (укључујући велику употребу заваривања како би бродски труп био лакши) примењен је како би се у оквиру наметнутих ограничења изградио изузетан ратни брод. И поред тога, Дојчланд је још увек био 600 t тежи од дозвољених 10.000 t иако је у свим званичним подацима стајало да депласман не прелази дозвољену границу.
Друга два слична (али не и идентична) брода, који су изграђени у истој класи, били су Адмирал Граф Шпе и Адмирал Шер. Иако су у немачкој ратној морнарици ови бродови сврстани у категорију оклопњача Британци су их због њихових карактеристика сматрали џепним бојним бродовима: њихови топови (6 x 280 mm у две куполе) били су знатно већи од топовског наоружања тешких крстарица из тог времена, али су бродови ове класе били знатно мањи (и слабије оклопљени), али и бржи од стандардних бојних бродова.

## Историја
Кобилица брода постављена је у фебруару 1929. године у Дојче Верке бродоградилишту у Килу, а брод је поринут у мају 1931. године. Радови на изградњи брода завршени су крајем 1931. године, а пробна пловидба обављена је у мају 1932. године.
Током Шпанског грађанског рата Дојчланд је упућен у Средоземље како би пружио подршку Франковим националистима. У периоду од 1936. до 1939. године учествовао је у укупно седам операција. Током једне од акција, 29. маја 1937. године. Дојчланд је нападнут од стране два републиканска бомбардера. Као последица њихове акције погинуо је 31 и рањен 101 немачки морнар. У знак одмазде сестрински брод Адмирал Шер бомбардовао је шпански град Алмерију и том приликом је погинуло 19 цивила и уништено 35 зграда. Настрадали немачки морнари су прво пребачени у Гибралтар, где су и сахрањени, али су њихова тела на Хитлеров захтев, ексхумирана и пребачена на њиховом броду у Немачку где је огранизован велики војни погреб којем је присуствовао Хитлер лично.
Након почетка Другог светског рата брод је новембра 1939. године преименован у Лицов, зато што се Адолф Хитлер плашио негативног ефекта који би вест о потапању немачког ратног брода који је носио име отаџбине могао да има на морал немачког становништва.
У фебруару 1940. године. Лицов је заједно са својим сестринским бродом рекласификован као тешка крстарица. У априлу исте године учествовао је у операцији Везерибунг, немачком нападу на Норвешку. Током ове операције Лицов је пратио Емдена и Блихера у Осло фјорд, али се на време окренуо када је Блихер потопљен дејством норвешке торпедне батерије. По завршетку похода на Норвешку Лицов је упућен у Немачку где су извршене модификације како би му се повећао оперативни радијус и како би био оспособљен за гусарска дејства против савезничких бродских конвоја у Атлантику. Међутим, током припрема за испловљавање у Атлантик Лицов је код Скагерака, северно од Јиланда торпедован од стране британске подморнице Сперфиш. Британско торпедо је скоро потпуно разнело крму брода због чега су оправке трајале до краја 1941. год.
Током наредник година Лицов је учествовао у многобројним мањим акцијама од којих је најзначајније било његово дејство у Балтичком мору, када је током 1944. године ватром својих топова штитио повлачење немачких трупа.
Брод је тешко оштећен током бомбардовања у априлу 1945. године када је погођен са три британске авионске бомбе Толбој  услед чега је сео на дно у близини Свинеминдеа. Убрзо је поправљен и наставио је да пружа артиљеријску подршку немачким јединицама. 4. маја 1945. године. Лицов је уништила његова посада како не би пао непријатељу у руке.
После рата Совјетска морнарица је извадила Лицова са морског дна и користила га је као мету за артиљеријску обуку. Потопљен је 1949. године у Балтичком мору.